# Oost-Para
Oost-Para es uno de los cinco ressorts, o en neerlandés ressort, en los que se divide el distrito de Para en Surinam.
Limita al norte con el distrito de Wanica, al este con Carolina, al sur con el distrito de Brokopondo, y al oeste con los ressorts de Zuid-Para y Noord-Para.
En 2004, Oost-Para, según cifras de la Oficina Central de Asuntos Civiles tenía 7349 habitantes.